# 第50普通科連隊
第50普通科連隊（だいごじゅうふつうかれんたい、JGSDF 50th Infantry Regiment(Light)）は、陸上自衛隊高知駐屯地（高知県香南市）に駐屯する第14旅団隷下の普通科連隊（軽）である。

## 概要
連隊本部、本部管理中隊、3個普通科中隊および重迫撃砲中隊により編成される。連隊長は1等陸佐（三）が充てられ、高知駐屯地司令を兼ねる。
連隊のシンボルマークは、中央に連隊番号の「50」の数字を、またその周りに古くから高知県とゆかりの深い「鯨」と高知県の木である「やまもも」の葉のデザインを配したもの。

## 沿革
- 2005年（平成17年） 3月28日：第15普通科連隊内に普通科連隊準備隊を設置し準備業務を開始。

第50普通科連隊
- 2006年（平成18年）3月27日：第50普通科連隊が善通寺駐屯地において編成完結[1]。
- 2010年（平成22年）
  - 3月26日：第50普通科連隊が善通寺駐屯地から高知駐屯地第1営舎地区に移駐。高知駐屯地司令職務担任部隊に指定。
  - 6月～8月：海上自衛隊の輸送艦「しもきた」などに乗艦して「平成22年度協同転地演習」に参加[2]。
- 2011年（平成23年）3月    ：東北地方太平洋沖地震（東日本大震災）に災害派遣[3]。
- 2018年（平成30年）3月27日：第14旅団の機動旅団化に伴い、第14特科隊の1個射撃中隊を改組し、重迫撃砲中隊を編成。

## 部隊編成
- 第50普通科連隊本部
- 本部管理中隊「50普-本」
  - 中隊本部
  - 本部班：82式指揮通信車
  - 対戦車小隊：中距離多目的誘導弾
  - 情報小隊：軽装甲機動車、偵察用オートバイ
  - 施設作業小隊：資材運搬車、小型ドーザ
  - 通信小隊：師団等通信システム、衛星単一通信携帯局
  - 補給小隊：3 1/2tトラック
  - 衛生小隊：1トン半救急車
  - 狙撃班
- 第1普通科中隊「50普-1」：高機動車、81mm迫撃砲 L16
- 第2普通科中隊「50普-2」：高機動車、81mm迫撃砲 L16
- 第3普通科中隊「50普-3」：軽装甲機動車、81mm迫撃砲 L16
- 重迫撃砲中隊「50普-重」：120mm迫撃砲 RT、重迫牽引車

## 整備支援部隊
- 第14後方支援隊第2整備中隊第2普通科直接支援小隊「14後支-2整」（高知駐屯地）：2006年（平成18年） 3月27日から

## 主要幹部
| 官職名                             | 階級    | 氏名     | 補職発令日     | 前職                                 |
| ---------------------------------- | ------- | -------- | -------------- | ------------------------------------ |
| 第50普通科連隊長 兼 高知駐屯地司令 | 1等陸佐 | 水関謙作 | 2024年03月18日 | 陸上自衛隊教育訓練研究本部教育調整官 |

| 代 | 氏名     | 在職期間                        | 前職                                      | 後職                                    |
| -- | -------- | ------------------------------- | ----------------------------------------- | --------------------------------------- |
| 01 | 石橋勉   | 2006年03月27日 - 2008年07月31日 | 陸上自衛隊幹部学校付                      | 陸上自衛隊富士学校主任教官              |
| 02 | 黒田弘人 | 2008年08月01日 - 2010年07月25日 | 陸上自衛隊幹部学校付                      | 陸上幕僚監部人事部人事計画課 給与室長   |
| 03 | 石田和成 | 2010年07月26日 - 2012年12月03日 | 陸上自衛隊幹部学校総務部総務課長          | 陸上自衛隊幹部学校教育部教務課長        |
| 04 | 堤秀一   | 2012年12月04日 - 2015年03月22日 | 陸上自衛隊冬季戦技教育隊長                | 陸上自衛隊富士学校主任教官              |
| 05 | 谷田匡   | 2015年03月23日 - 2016年03月22日 | 東北方面総監部防衛部訓練課長              | 陸上自衛隊研究本部研究員                |
| 06 | 石田祐司 | 2016年03月23日 - 2018年03月22日 | 陸上自衛隊研究本部研究員                  | 陸上自衛隊幹部候補生学校総務部 総務課長 |
| 07 | 高原敏訓 | 2018年03月23日 - 2020年06月26日 | 陸上自衛隊高等工科学校総務部長            | 陸上自衛隊関西補給処装備計画部 企画課長 |
| 08 | 溝口光章 | 2020年06月27日 - 2022年07月31日 | 西部方面総監部防衛部訓練課長              | 水陸機動団本部高級幕僚                  |
| 09 | 山内和也 | 2022年08月01日 - 2024年03月17日 | 陸上自衛隊北海道補給処装備計画部 企画課長 | 第6師団司令部監察官                     |
| 10 | 水関謙作 | 2024年03月18日 -                | 陸上自衛隊教育訓練研究本部 教育調整官     |                                         |

## 主要装備
- 82式指揮通信車
- 軽装甲機動車
- 高機動車
- 1/2tトラック / 73式小型トラック
- 1 1/2tトラック / 73式中型トラック
- 3 1/2tトラック / 73式大型トラック
- 偵察用オートバイ
- 資材運搬車
- 小型ドーザ
- 12.7mm重機関銃
- 89式5.56mm小銃
- 20式5.56mm小銃
- 5.56mm機関銃MINIMI
- 対人狙撃銃　レミントン M24 SWS
- 110㎜個人携帯対戦車弾LAM　パンツァーファウスト3
- 87式対戦車誘導弾
- 中距離多目的誘導弾
- 91式携帯地対空誘導弾
- 81mm迫撃砲 L16
- 120mm迫撃砲 RT
- 重迫牽引車
- 師団等通信システム
- 衛星単一通信携帯局
- 発煙機３型